# Lame (champignon)
Pour les articles homonymes, voir Lame.
En mycologie descriptive, les lames (dites encore lamelles) sont les feuillets, plus ou moins en forme de lame de couteau, situés sous le chapeau des champignons dits lamellés, architecture qui supporte l'hyménium en rayonnant à partir du pied. C'est le premier organe inspecté minutieusement par un mycologue (muni d'une loupe x 10 pour observer l'arête), et aussi l'endroit où l'odeur du champignon est la plus nette. 

## Les lames des Agaricales

### Longueur et Intégrité des lames
Les lames commencent toutes à la marge où la surface ne manque pas, et si certaines espèces ne montrent que des lames entières, c'est-à-dire qui atteignent toutes le stipe, d'autres se terminent à mi-course ou plus près du pied  : on réserve le terme lames (ou lamelles, ou encore grandes lames, selon les auteurs) à celles qui vont de bout en bout, de la marge du chapeau, aux abords du pied. André Marchand propose de réserver le mot lamelles aux lames incomplètes interrompues près du but, l'unanimité s'étant faite par ailleurs pour nommer lamellules (double diminutif) celles qui sont incomplètes et n'ont pour longueur que le cinquième ou le dixième du rayon.
On dit que les lames sont égales (entières) dans le premier cas, inégales si elles sont intercalées de lamelles ou de lamellules. Beaucoup d'auteurs ne parlent que de lamelles et de lamellules.

Il y a des Agaricales dont les lames sont fourchues. Dans d'autres cas, les lames sont reliées par des cloisons transversales, dites anastomoses, lames anastomosées ou interveinées, comme si l'hyménium hésitait entre être lamellé ou tubulé, à l'instar de Phylloporus rhodoxanthus. 

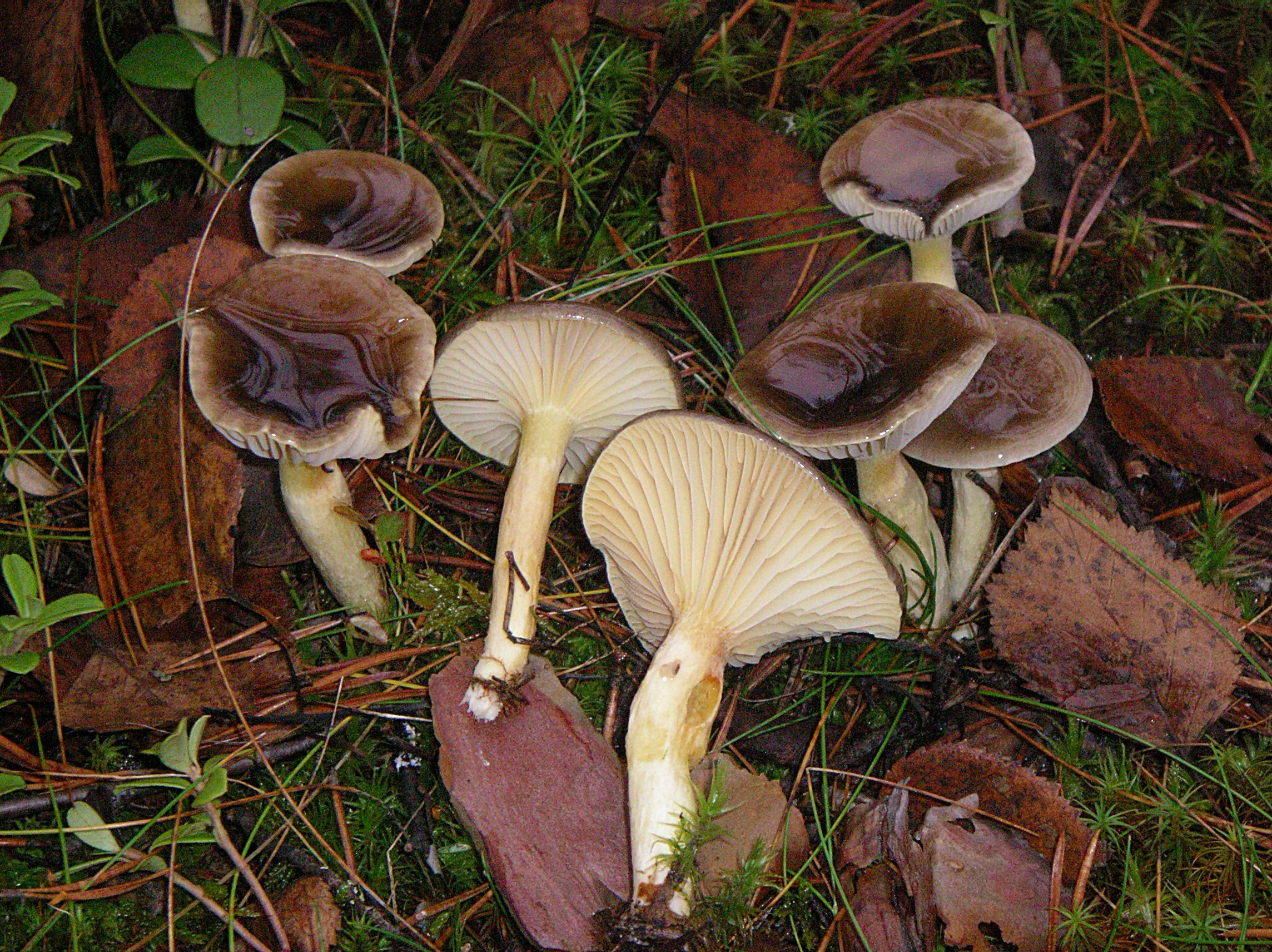
Lames épaisses, espacées, inégales, fourchues, cireuses, décurrentes, sur Hygrophorus hypothejus

## Disposition, aspect, couleur et formes

### Densité des lames
Les lames peuvent être serrées ou espacées. Si elles sont intercalées de lamelles et de lamellules, on les dira inégales. Elles peuvent aussi être fourchues ou anastomosées (reliées entre elles par des plis ou des veines transversaux).

#### Trame des lames, lamelles et lamellules

lames bifurquées
lames ramifiées
lames anastomosées
lamellulées
lames serrées
lames espacées

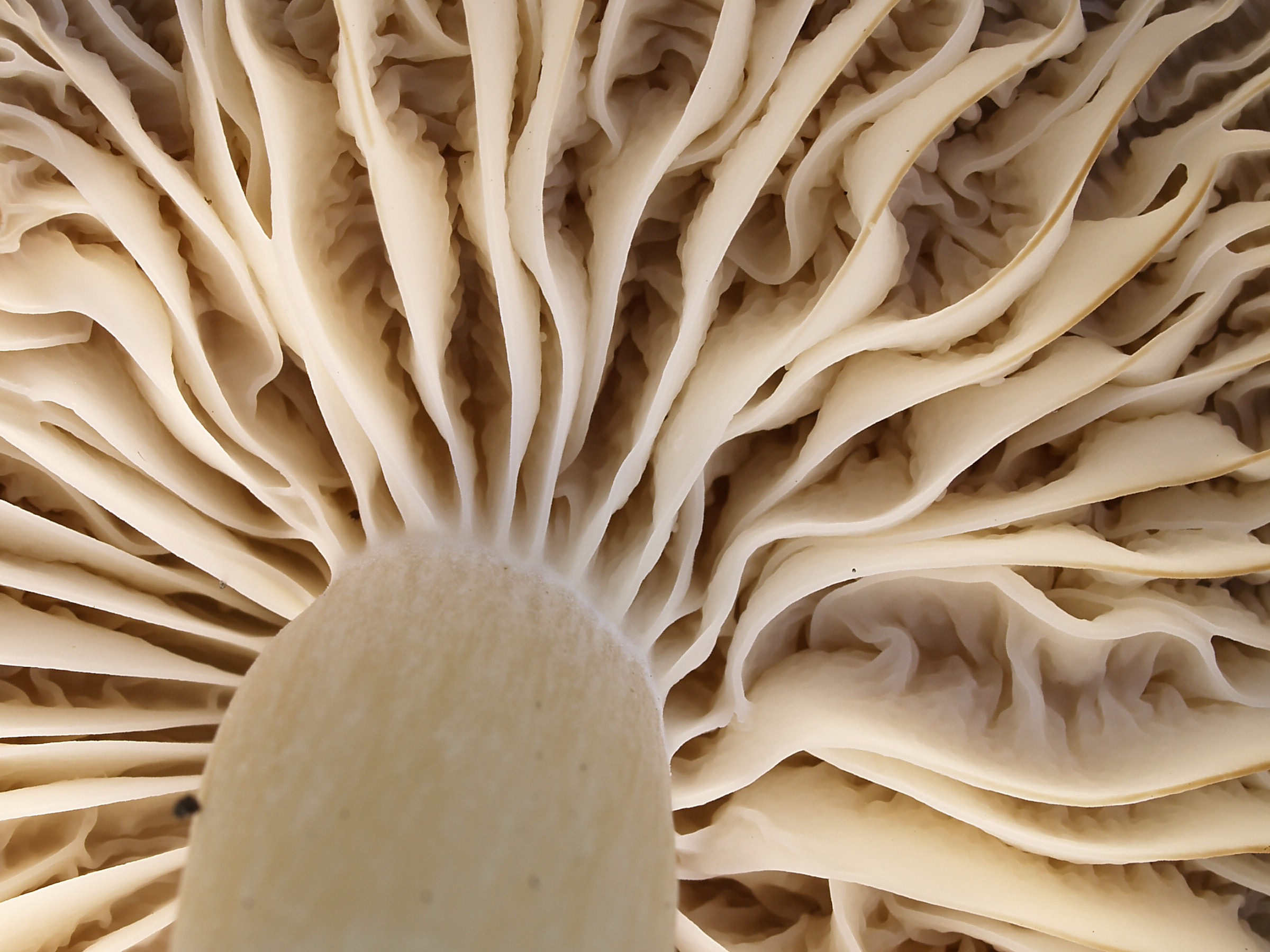
bifurquées
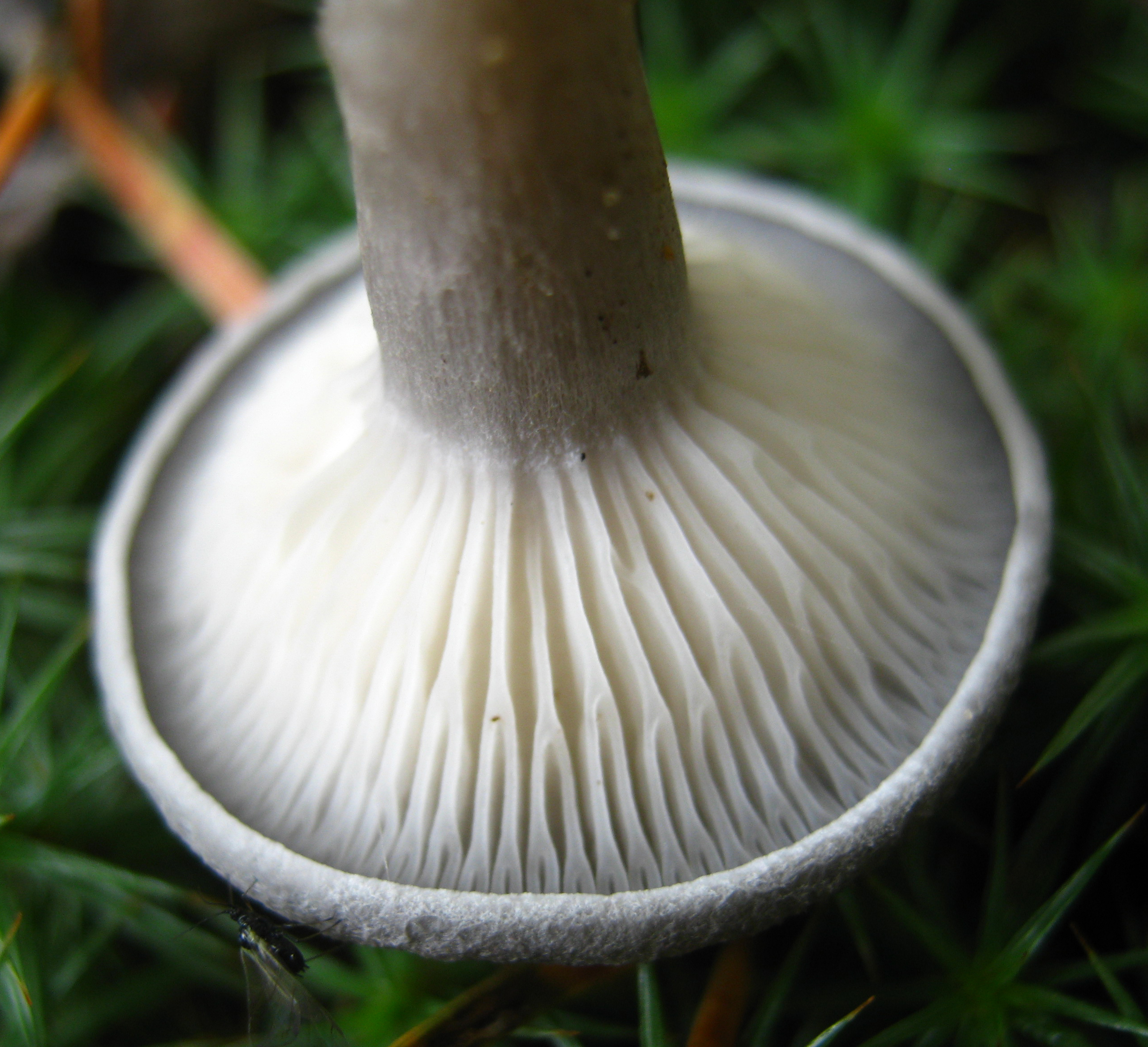
ramifiées
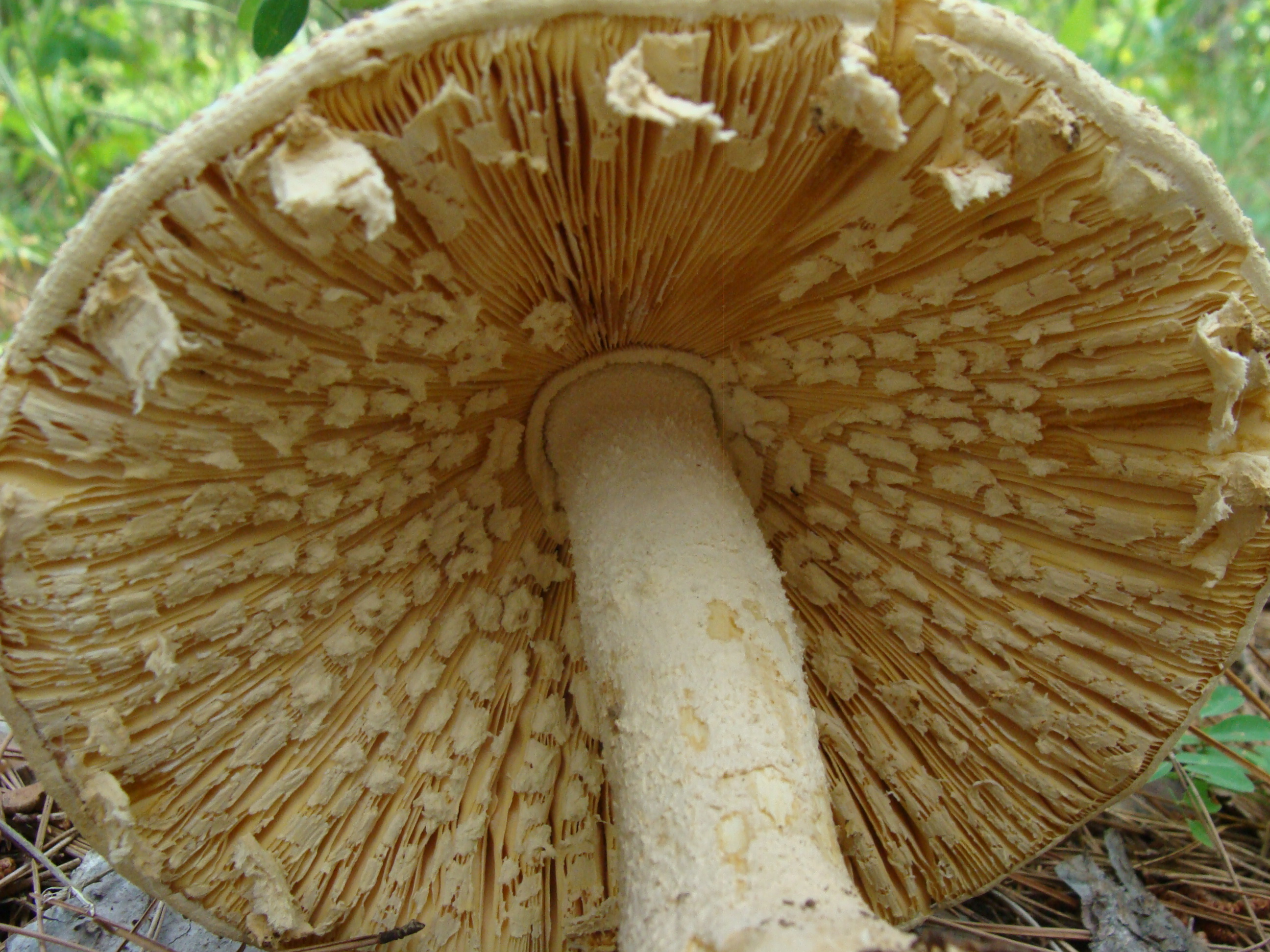
anastomosées
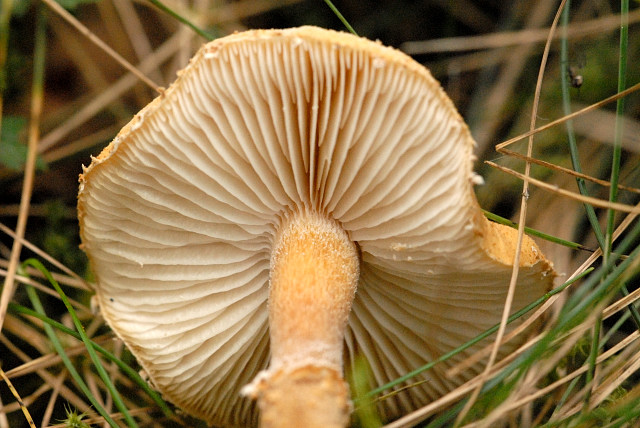
lamellulées
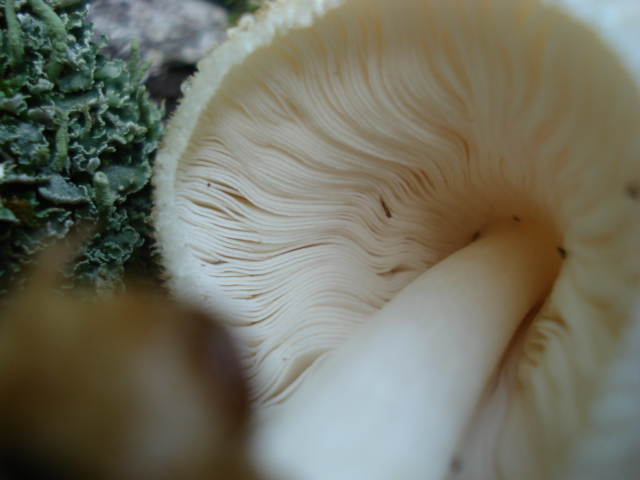
serrées
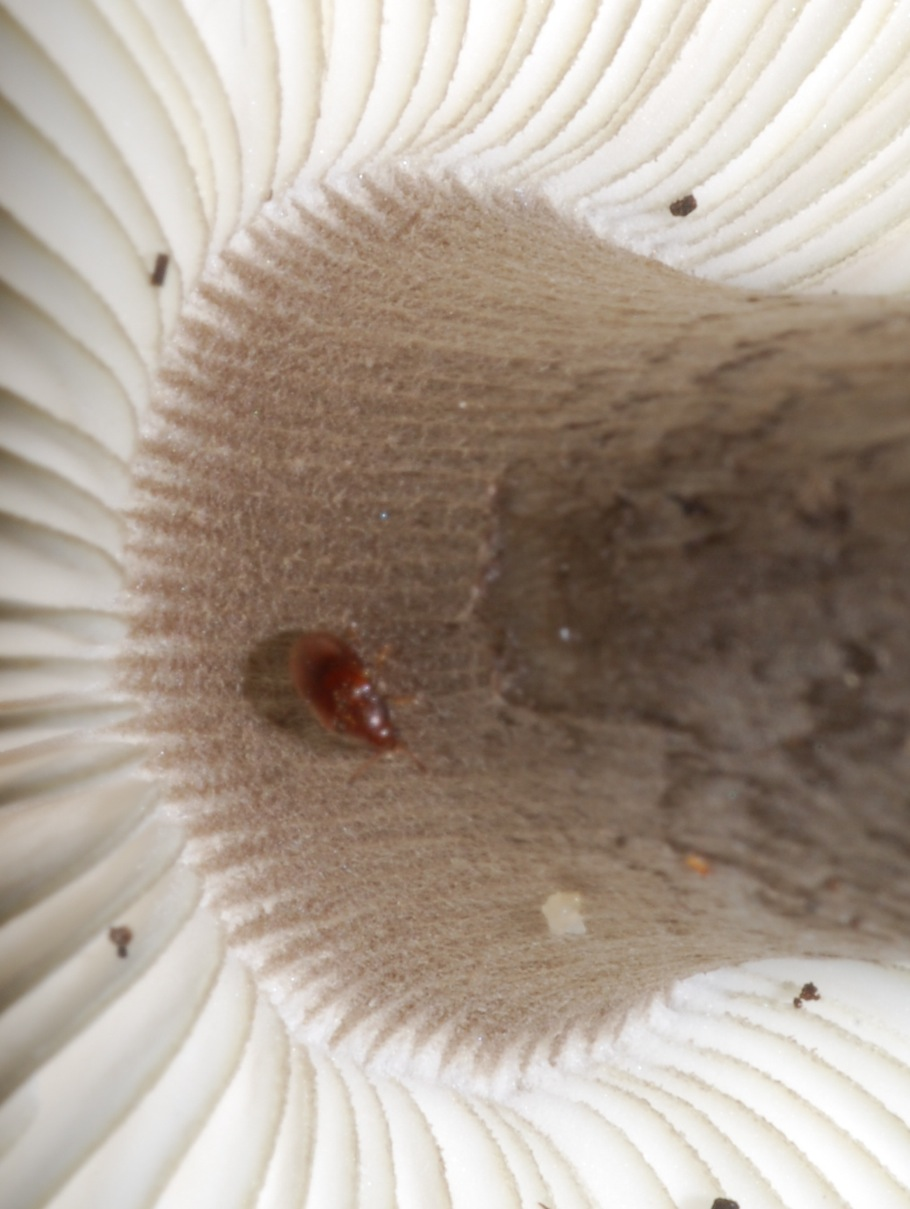
espacées

### Insertion des lames par rapport au pied
Voici un exemple tiré de l'excellent Vocabulaire du descripteur, in Josserand, Description des champignons supérieurs (basidiomycètes charnus), 1983 :
- Les lames écartées du pied n'atteignent pas le pied, laissant un espace entre elles et lui.
- les lames libres s'arrêtent juste au haut du pied, sans le toucher, ni laisser d'espace libre loc. cit. Romagnesi : « Comme des vagues qui viennent mourir sur la grève, en pointe atténuée ». Elles atteignent le pied par leur fine extrémité, mais ne lui sont aucunement adhérentes.
- les lames sub-libres, qui ne sont pas tout à fait libres, ont un léger contact avec le pied, on peut aussi dire qu'elles sont attenantes.
- les lames adnexées sensu Gilbert, s'atténuent progressivement avant d'atteindre le pied auquel elles sont soudées par une faible partie de leur largeur, mais cet adjectif, très diversement interprété selon les auteurs, est à proscrire, étant redevable de mille malentendus.

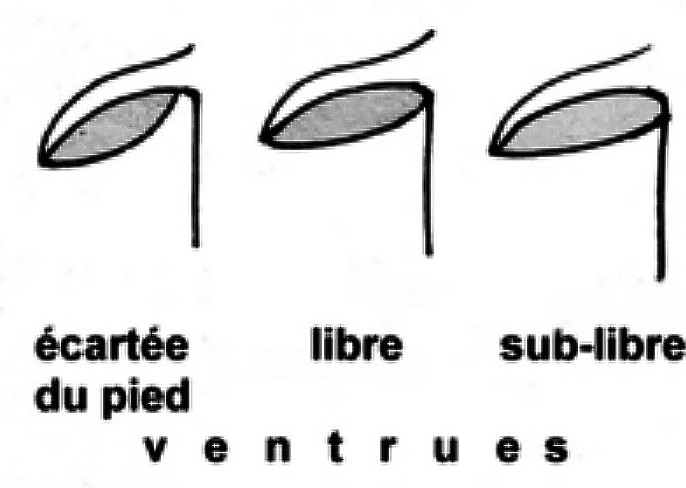
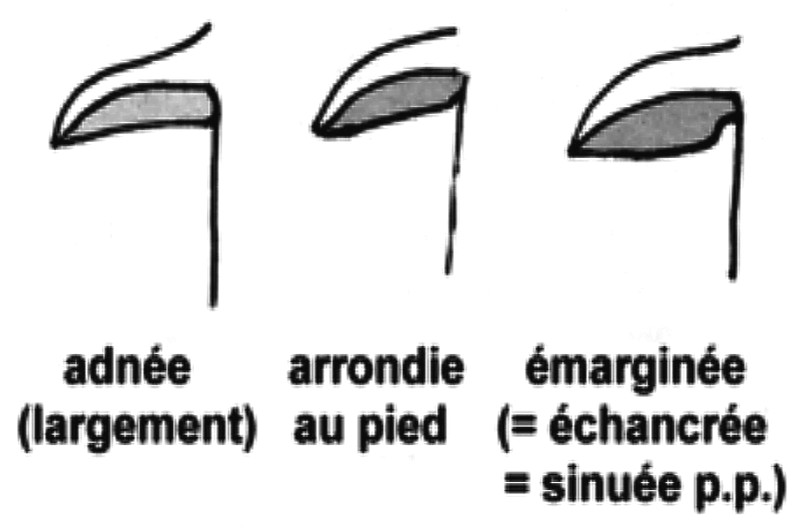
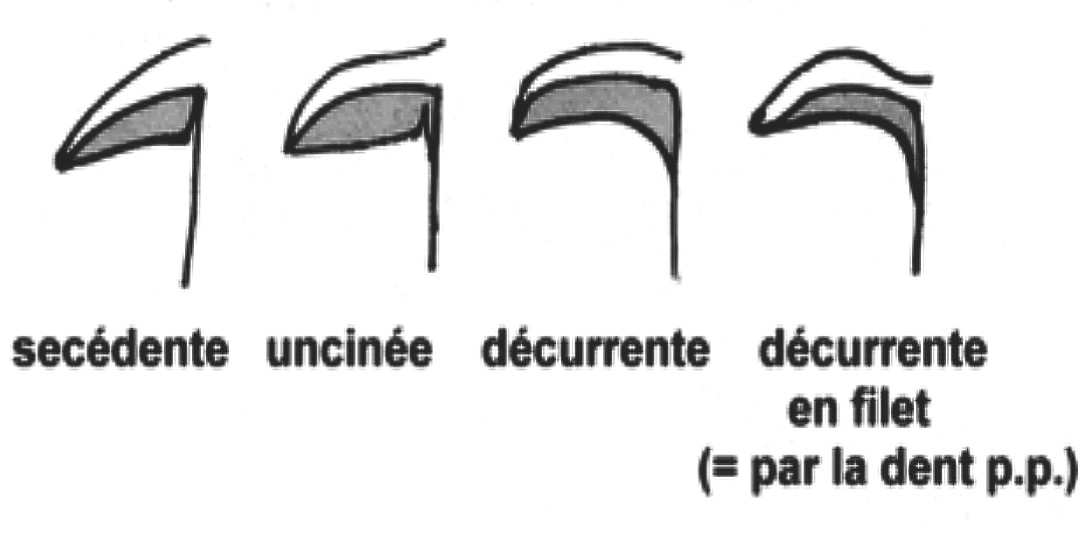
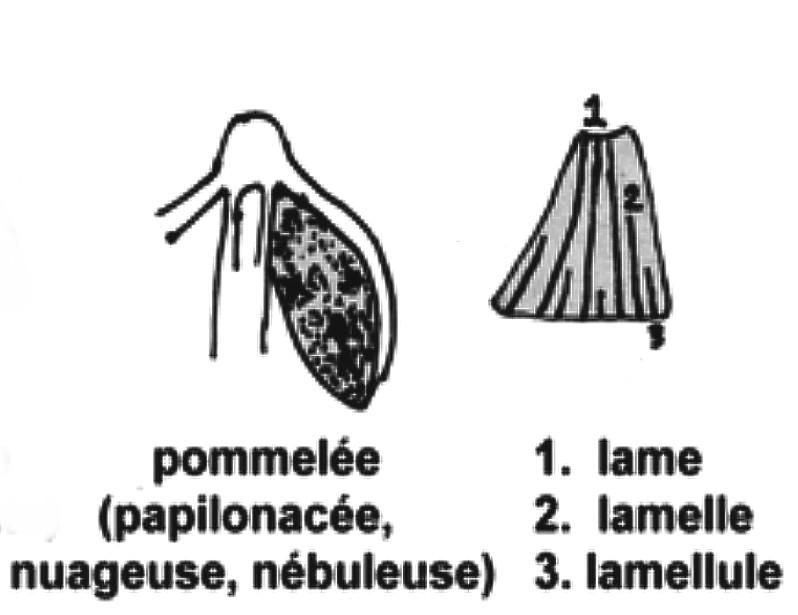

Les lames peuvent être échancrées (touchant le pied, mais après une encoche cf. bassin d'Arcachon !) ; adnées (soudées au pied), ou décurrentes (descendant plus ou moins le long du pied).

lames libres
lames échancrées
lames adnées
lames sécédentes
lames émarginées ou échancrées
lames sinuées
lames subdécurrentes
lames décurrentes

### Couleur des lames
Les lames peuvent être immuables ou bien changer au toucher ou encore avec l'âge du champignon du fait de la sporée : ainsi un agaric finira toujours par avoir des lames brunes alors que celles d'une amanite resteront blanches (ou jaunes chez l'oronge).

### Forme des lames
Les lames peuvent être épaisses ou minces, arquées, échancrées, ou encore sinuées.

### Texture des lames
Les lames peuvent être lardacées (au toucher « gras »), plus ou moins fragiles, cassantes, séparables ou clivables.

### Arêtes des lames
Les arêtes des lames peuvent être dentelées ou serrulées. Elles peuvent également être colorées différemment des faces.

### Face des lames
Chez certaines espèces, du fait d'une maturation incomplète des spores, la face des lames peut être nuageuse, nébuleuse, papilionacées, pommelée, ocellée.